# Zoran Mikulić
Zoran Mikulić (Travnik, 24 de octubre de 1965) fue un jugador de balonmano croata que jugaba como lateral derecho. Fue uno de los componentes de la Selección de balonmano de Croacia con la que disputó 65 partidos internacionales. 

## Equipos
- S.D. Teucro (1989-1994 )
- Academia Octavio (1994-1995)
- BM Granollers (1995-1996)
- TuS Nettelstedt (1996-2001)
- HSG Raiffeisen Bärnbach/Köflach (2001-2004)
- RK Zadar (2004-2005)

## Palmarés
TuS Nettelstedt
- EHF City Cup 1997, 1998

## Méritos y distinciones
- Máximo goleador de la Liga ASOBAL 1994-95.
- Record goleador en un solo partido de la Liga ASOBAL con 21 goles.